# 金型製作技能士
金型製作技能士（かながたせいさくぎのうし）とは、国家資格である技能検定制度の一種で、都道府県知事（問題作成等は中央職業能力開発協会、試験の実施等は都道府県職業能力開発協会）が実施する、金型製作に関する学科及び実技試験に合格した者をいう。
なお職業能力開発促進法により、金型製作技能士資格を持っていないものが金型製作技能士と称することは禁じられている。金型製作技能士は、職業訓練指導員 (機械科)の実技試験免除資格になっている。

## 区分
金型製作の中でプレス金型製作作業、プラスチック成形用金型製作作業に分かれる。

## 級別
プレス金型製作作業、プラスチック成形用金型製作作業ともに1級、2級の別がある。
プレス金型製作作業については、2007年度は休止職種という事で、試験が実施されなかった。2008年度以降については未定である。

## 実技作業試験内容

### 金型製作(プレス金型製作作業)
- 1級：金型部品のうち、外形抜きパンチ及びパンチプレートを所定寸法に仕上げ、金型を組み立てた後､プレス機械に取り付け、8角形の製品を5個打ち抜き、金型の機能を確認する。試験時間＝2時間45分
- 2級：金型部品のうち、外形抜きパンチ及びパンチプレートを所定寸法に仕上げ、金型を組み立てた後、プレス機械に取り付け、4角形の製品を5個打ち抜き、金型の機能を確認する。試験時間＝2時間30分

### 金型製作(プラスチック成形用金型製作作業)
- 1級：プラスチック成形用金型として必要な作業要素(テーパ加工、R加工、溝加工等)を盛り込んだ課題を立フライス盤の手動操作と手加工により製作する。試験時間＝4時間30分
- 2級：プラスチック成形用金型として必要な作業要素(R加工、溝加工等)を盛り込んだ課題を立フライス盤の手動操作と手加工により製作する。試験時間＝4時間